# Pax (Virginie-Occidentale)
Pour les articles homonymes, voir Pax.
Pax est une ville américaine située dans le comté de Fayette dans l'État de Virginie-Occidentale. En 2010, sa population était de 167 habitants. 
La ville doit son nom à un ruisseau proche, le Packs, lui-même nommé en l'honneur du pionnier Samuel Pack.
Selon le Bureau du recensement des États-Unis, la superficie de la ville est de 0,3 milles carrés (0,78 km2).

## Démographie
Lors du recensement de 2010, la ville comptait 167 habitants, 78 foyers et 45 familles. La densité de population était de 214,9 hab./km2. 100 % de la population était blanche. 
Parmi les 78 foyers, 20,5 % hébergeaient un ou plusieurs enfants de moins de 18 ans, 38,5 % étaient des couples mariés et 42,3 % n'étaient pas des foyers familiaux. 34,6 % des ménages étaient constitués de personnes seules et 17,9 % de personnes seules de 65 ans ou plus. Un foyer était en moyenne constitué de 2,14 personnes et une famille de 2,73.
Dans la ville, la pyramide des âges était 18,6 % en dessous de 18 ans, 3,6 % de 18 à 21, 58,0 % de 22 à 65, et 19,8 % qui avaient 65 ans ou plus. L'âge médian était 41,8 ans. Pour 100 femmes, il y avait 98,8 hommes. Pour 100 femmes de 18 ans ou plus, il y avait 94,3 hommes.
Le revenu médian par ménage de la ville était 32 917 $ et le revenu médian par famille était de 34 271 $. Le revenu par habitant de la ville était 11 468 $.